# Aloe mendesii
Aloe mendesii ist eine Pflanzenart der Gattung der Aloen in der Unterfamilie der Affodillgewächse (Asphodeloideae). Das Artepitheton mendesii ehrt den portugiesischen Botaniker Eduardo José Santos Moreira Mendes (* 1924).

## Beschreibung

### Vegetative Merkmale
Aloe mendesii wächst in der Regel einzeln und stammbildend. Die hängenden Stämme erreichen eine Länge von bis zu 100 Zentimeter und sind 4 Zentimeter dick. Die etwa zehn sichelförmigen Laubblätter sind herabhängend. Die grüne, undeutlich linierte Blattspreite ist 50 Zentimeter lang und 7 bis 8 Zentimeter breit. Die stumpfen, knorpeligen Zähne am Blattrand sind 1 bis 2 Millimeter lang und stehen 10 bis 15 Millimeter voneinander entfernt.

### Blütenstände und Blüten
Der hängend Blütenstand weist drei bis vier Zweige auf und erreicht eine Länge von bis zu 60 Zentimeter. Die bogig aufsteigenden, ziemlich dichten, zylindrisch spitz zulaufenden Trauben sind 10 Zentimeter lang und 6 Zentimeter breit. Die eiförmig-spitzen, tiefrosafarbenen Brakteen weisen eine Länge von 12 Millimeter auf und sind 5 Millimeter breit. Im Knospenstadium sind sie ziegelförmig angeordnet. Die scharlachroten, leicht bauchigen Blüten stehen an 18 bis 20 Millimeter langen Blütenstielen. Sie sind 25 Millimeter lang und an ihrer Basis gerundet. Auf Höhe des Fruchtknotens weisen die Blüten einen Durchmesser von 4 Millimeter auf. Darüber sind sie zur Mündung erweitert und unmittelbar unter der Mündung verengt. Ihre äußeren Perigonblätter sind auf einer Länge von 20 Millimetern nicht miteinander verwachsen. Die Staubblätter und der Griffel ragen 3 Millimeter aus der Blüte heraus.

## Systematik und Verbreitung
Aloe mendesii ist in Angola und Namibia auf senkrechten Felsflächen in einer Höhe von 2220 Metern verbreitet.
Die Erstbeschreibung durch Gilbert Westacott Reynolds wurde 1964 veröffentlicht.

## Nachweise